# الملعب الأولمبي (أمستردام)
ملعب أمستردام الأولمبي هو ملعب تم إنشائه لاستضافة دورة الألعاب الأولمبية الصيفية 1928 في أمستردام. قدرة استيعابه 31600 مقعد.

بعد الانتهاء من ملعب منافسه دي كويب في روتردام في عام 1937، قررت السلطات في أمستردام لزيادة قدرة الملعب الأولمبي إلى 64000 بإضافة حلقة ثانية إلى الملعب. واستخدمه نادي أياكس أمستردام للعب فيه طوال المباريات الدولية حتى عام 1996، عندما تم الانتهاء من أمستردام أرينا تم نقل اللعب له.
منذ عام 2005، لم يعد يُستخدم كملعب لكرة القدم.

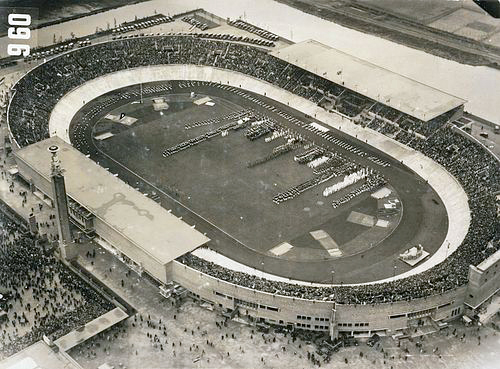
الملعب الأولمبي يشهد فاعليات دورة الألعاب الأولمبية عام 1928.

## وصلاع خارجية
- الموقع الرسمي
- التقرير الرسمي للألعاب الأولومبية الصيفية لسنة 1928. صفحات 173–205.